# Kristian Pless

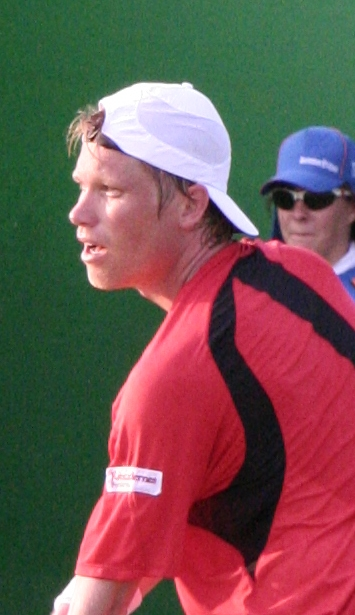

Kristian Peter Pless (n. 9 de febrero de 1981 en Odense, Dinamarca) es un jugador profesional de tenis danés. Tuvo una exitosa carrera como junior siendo campeón del Abierto de Australia y finalista de Wimbledon y el US Open en 1999 en dicha categoría. Sin embargo, su paso al profesionalismo no fue tan exitoso y todavía no ha alcanzado ninguna final en un torneo de ATP (ha alcanzado 3 semifinales).
Su especialidad son las canchas rápidas y su mejor posición en el ranking ha sido N.º 65 del mundo. Su victoria más importante fue en el Torneo de Chennai de 2007 cuando venció al N.º 8 del mundo, David Nalbandián. Nunca ha superado la segunda ronda en un torneo de Grand Slam. En 2003 sufrió una grave lesión en uno de sus hombros que lo apartó del circuito por casi un año.

## Títulos (0)

### Challengers (4)
| N.º | Fecha                  | Torneo         | Superficie            | Oponente en la final | Resultado |
| --- | ---------------------- | -------------- | --------------------- | -------------------- | --------- |
| 1.  | 14 de mayo de 2001     | Edimburgo      | Tierra batida         | Gorka Fraile         | 6–3 6–3   |
| 2.  | 3 de diciembre de 2001 | Río de Janeiro | Tierra batida         | Ricardo Mello        | 6–1 6–1   |
| 3.  | 30 de octubre de 2006  | Rimouski       | Dura Indoors          | Yen-hsun Lu          | 6–4 7–6   |
| 4.  | 26 de marzo de 2007    | Saint-Brieuc   | Tierra batida Indoors | Farrukh Dustov       | 6–3 6–1   |